# Moses Pendleton
Moses Pendleton (Lyndonville, 28 marzo 1949) è un danzatore e coreografo statunitense.
Vince il campionato di sci di fondo del Vermont nel 1967.
Si laurea in letteratura inglese al Dartmouth College e, con Jonatahan Wolken, crea il Pilobolus Dance Theatre. In seguito vince il Berlin Critics Prize e debutta a Broadway. Intanto firma l'"a solo" al ralenti, vestito di bianco, con occhiali neri e bastoncino, dal titolo Momix, ideato per la cerimonia di chiusura dei Giochi olimpici invernali di Lake Placid.
Nasce in quella fase la sua nuova compagnia, chiamata appunto Momix.
Coreografo per l'opera, si dedica anche alla fotografia, sia per fissare nuove idee di movimento sia come espressione artistica pura. Alla base del suo successo si ritiene vi sia, naturalmente, il suo talento e la sua inventiva, ma soprattutto la sua semplicità.
| Controllo di autorità | VIAF (EN) 246148753718241320001 · GND (DE) 1125551321 |